# المؤتمر الوطني الليبي
المؤتمر الوطني الليبي هو اجتماعٌ كانَ من المُخطّط عقدهُ في غدامس لتنظيم الانتخابات الرئاسية والبرلمانيّة المُقبلة وكذا الاتفاق على عملية السلام في ليبيا. تمّ إعداد المؤتمر على مدار 18 شهرًا خلال عامي 2018 و2019 وكانَ من المقرر عقدهُ في الفترة الممتدّة من 14 إلى 16 نيسان/أبريل 2019، قبل أن يتمّ تأجيلهُ بعدَ شنّ ما يُعرف بالجيش الوطني الليبي بقيادة المشير خليفة حفتر هجومًا عسكريًا للسيطرةِ على مدينة طرابلس من يدِ حكومة الوفاق المُعترف بها دوليًا.

## التجهيز
قام بتنسيق المؤتمر الوطني الليبي غسان سلامة رئيس بعثة الأمم المتحدة للدعم في ليبيا على مدار 18 شهرًا خلال 2016 حتّى 2018. من نيسان/أبريل حتى تمّوز/يوليو 2018؛ نظمت البعثة ومركز الحوار الإنساني 75 اجتماعًا في ليبيا وخارجها مع حوالي 7000 ليبي؛ ثلاثة أرباع منهم رجال والربع الباقي من النساء. حاولت البعثة الأمميّة ومركز الحوار إشراك معظم الليبيين في النقاش حول خطط السلام ومعرفةِ تطلعاتهم حيثُ جمعت نصف مليون تعليق على مُختلف وسائل التواصل الاجتماعي من 130،000 متابع. بحلول نوفمبر 2018؛ خلصت البعثة إلى أن أهم رغبات الليبيين هي:
- ليبيا موحدة قادرة على الدفاع عن حدودها وسيادتها
- مؤسسة عسكرية موحدة وملتزمة بالمصلحة الوطنية أولًا
- توزيع أكثر عدالة للموارد من خلال دولة لا مركزية
- حكومة قائمة على الكفاءة وليس الهوية
- خدمات الشرطة المهنية لضمان الأمن المحلي[3]

في السياق ذاتهِ؛ قال سلامة خِلال التحضير للمؤتمر على أنه يشملُ مشاورات واسعة مع جميع الفصائل والجماعات الليبية من أجلِ مُعالجة مضنية وحساسة للقيود والضرورات المحلية والإقليمية والدولية. تراوح عدد المشاركين الذين كان منَ المخطط حضورهم بين 120 و150 ليبيًا من مختلف المجموعات الليبية الاجتماعية والسياسية؛ مع عدم وجود أي تمثيلٍ للمجموعات الأجنبية.
في نيسان/أبريل 2019؛ صرّح سلامة بأن عقد المؤتمر له ما يبرره بالنظر إلى أن «الشروط الضرورية قد استوفيت من أجلِ إيجاد حل فعال للأزمة في ليبيا من خلال تسوية سياسية ووضع ميثاق وطني يقود الدولة نحو السلام فضلًا عنِ استعادة الوحدة والسيادة والحياة الكريمة للشعب الليبي.»

## الأهداف
تم التخطيط للمؤتمر لتقديم توصيات فقط؛ دون أي صلاحيات تنفيذية وكان من بينِ أهدافه التشديد على عدم دخول الفصائل أو الهيئات السياسية المتنافسة – على غرار المجلس الرئاسي، مجلس النواب والمجلس الأعلى للدولة – في حربٍ جديدةٍ.
كان من المتوقع أن يتفق المشاركون في المؤتمر على أساليب ومواعيد الانتخابات الرئاسية والبرلمانية لعام 2019؛ كما كانَ من المرتقبِ رفعُ هذه التوصيات إلى مجلس النواب والمجلس الأعلى للدولة الذي سيكون مسؤولاً عن تنفيذها.

## التأجيل
تم تأجيل المؤتمر الوطني في أوائل نيسان/أبريل من عام 2019 نتيجةً للهجوم الذي شنّتهُ قوات خليفة حفتر على العاصِمة طرابلس من أجلِ السيطرة عليها.